# Envenenamiento por xenón
El envenenamiento por xenón, también llamado pozo de yodo, es una desactivación temporal de un reactor nuclear debido a la acumulación de venenos nucleares de vida media corta en el núcleo del reactor. Los isótopos principales responsables de este fenómeno son el yodo-135 y xenón-135, que poseen una elevada sección eficaz para absorber neutrones.  Su presencia en un reactor es una de las principales razones de las fluctuaciones de potencia de la reacción atómica que se producen cuando se cambia la posición de las varillas de control.
La acumulación de productos de fisión de vida media baja, que absorben neutrones y actúan como venenos nucleares del reactor, se llama intoxicación o envenenamiento por xenón. La acumulación de venenos de larga duración o incluso estables, que también absorben neutrones, forma la llamada escoria del reactor.

## Desintegración y grado de quemado de los productos de fisión
Uno de los productos de la fisión más comunes es el teluro-135, que sufre una desintegración beta con un período de semidesintegración de 19 segundos para dar yodo-135.  Se acumula en el reactor según una tasa proporcional a la velocidad de la fisión, que a su vez es proporcional a la potencia térmica del reactor. El yodo-135 sufre desintegración beta con un período de semidesintegración de 6,57 horas para dar xenón-135 . El rendimiento de 135Xe para la fisión del uranio es del 6,3 %; aproximadamente el 95 % del xenón-135 procede de la descomposición de yodo-135.
El isótopo 135Xe tiene una elevada sección eficaz para los neutrones térmicos, 2,6·106 barns, por lo que actúa como un absorbente de neutrones o "veneno" que puede ralentizar o detener la reacción en cadena después de un período de operación. Esto fue observado en los primeros reactores nucleares construidos por el Proyecto Manhattan americano para la producción de plutonio. En vista de ello, los diseñadores han tomado medidas en el diseño para aumentar la reactividad del reactor (el número de neutrones por fisión que siguen fisionando otros átomos del combustible nuclear). El envenenamiento del reactor por 135Xe desempeñó un importante papel en el desastre de Chernobyl.
El xenón-135 es el absorbente de neutrones más poderoso conocido.  Su acumulación en las barras de combustible reduce significativamente la reactividad del núcleo del reactor. Mediante captura de neutrones, el Xe-135 se transforma ("se quema") para dar xenón-136, que es estable y no absorbe neutrones de manera significativa. La velocidad de "quemado" es proporcional al flujo de neutrones, que es proporcional a la potencia del reactor. Un reactor trabajando al doble de potencia tendrá el doble de velocidad de "combustión" del xenón.
El xenón-135 se desintegra por emisión beta con un periodo de semidesintegración de 9,2 horas para dar cesio-135; un núcleo de reactor envenenado se recupera espontáneamente después de varios periodos de semidesintegración. Para algunos reactores, la concentración de 135Xe será igual a su concentración de equilibrio a toda potencia. Después de 3 días de paralización, el núcleo se puede suponer que estará libre de 135Xe, sin que ello introduzca errores en los cálculos de reactividad.
El aumento de la concentración de 135Xe durante la bajada de potencia del reactor puede reducir la reactividad lo suficiente para paralizar el reactor de modo efectivo. Como no hay suficientes neutrones para compensar su absorción por 135Xe, ni para quemar el xenón acumulado, el reactor tiene que ser mantenido en estado de cierre durante 1 o 2 días hasta que suficientes núcleos de 135Xe se desintegren.  La imposibilidad de que el reactor sea reiniciado en ese estado se llama arranque impedido por xenón o caída en un pozo de yodo; la duración de esta situación se conoce como tiempo muerto por xenón, corte por envenenamiento, o profundidad del pozo de yodo. Debido al riesgo de estas situaciones, en la primitiva industria nuclear soviética muchas operaciones de reparación se realizaron en reactores en funcionamiento, porque los tiempos de parada de más de una hora llevarían a la acumulación de xenón que podría mantener al reactor fuera de línea por un tiempo significativo, bajar la producción de las valiosas armas de plutonio-239, y motivar una investigación por parte de un comité y el castigo de los operadores.

## Oscilaciones de la concentración de xenón-135
La interdependencia entre la acumulación de 135Xe y el flujo de neutrones puede dar lugar a fluctuaciones periódicas en la potencia. En los reactores grandes, con poco acoplamiento del flujo de neutrones entre sus regiones, las faltas de uniformidad del flujo pueden conducir a la formación de oscilaciones en la concentración de xenón, variaciones locales periódicas de la potencia del reactor moviéndose a través del núcleo con un período de unas 15 horas. Una variación local del flujo neutrónico causa un aumento en el quemado de 135Xe y la producción de 135I, el agotamiento de 135Xe aumenta la reactividad en la región central. La densidad local de energía puede cambiar en un factor de tres o más, mientras que la potencia media del reactor se mantiene más o menos sin cambios. Un fuerte coeficiente de temperatura negativo para la reactividad causa el amortiguamiento de estas oscilaciones, y ello es una característica deseable del diseño de reactores.

## Comportamiento del envenenamiento por xenón o pozo de yodo

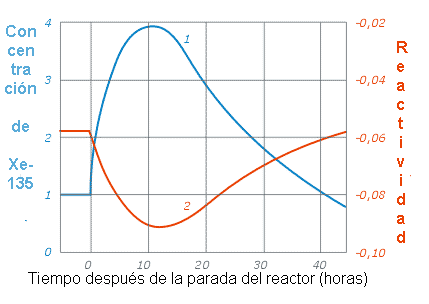
Evolución de la concentración de ^{135}Xe (1, en azul) y de la reactividad del reactor (2, en rojo) en función del tiempo transcurrido después de la parada del reactor. (Hasta que la bajada del flujo neutrónico llegue a φ=10^{18} neutrones/(m²·s).)

La reactividad del reactor tras el apagado primero disminuye y luego aumenta de nuevo, teniendo la forma de un pozo o trampa, lo que le da su nombre de "pozo de yodo" (véase la línea roja de la gráfica). El grado de envenenamiento, y la profundidad del pozo o trampa y la correspondiente duración de la parada, dependen del flujo de neutrones antes del apagado. El comportamiento del pozo de yodo no se observa en reactores con densidad de flujo de neutrones por debajo de 5·1016 neutrones/(m²·s), ya que el 135Xe se elimina principalmente por desintegración en lugar de por captura de neutrones. Como la reserva de reactividad del núcleo normalmente se limita al 10 % de Dk/k, los reactores térmicos tienden a utilizar un flujo de neutrones como máximo de unos 5·1017 neutrones/(m²·s), para evitar los problemas de reinicio después de la parada.
Los cambios de concentración de 135Xe en el núcleo del reactor después de su apagado están determinados por la historia de la potencia a corto plazo del reactor (que determina las concentraciones iniciales de 135I y 135Xe), y luego por las diferencias en el periodo de semidesintegración de los isótopos, lo cual regula las tasas de su producción y eliminación. Si la actividad de 135I es mayor que la actividad de 135Xe, la concentración de 135Xe subirá, y viceversa.
Durante la operación del reactor con un nivel de potencia dada, un equilibrio secular se establece en 40-50 horas, cuando la tasa de producción de yodo-135, su desintegración para dar xenón-135, y su quemado para dar xenón-136 y la desintegración en cesio-135 están manteniendo constante la cantidad de xenón-135 en el reactor para un nivel de potencia dada.
La concentración de equilibrio de 135I es proporcional al flujo φ de neutrones. La concentración de equilibrio de 135Xe sin embargo depende muy poco del flujo de neutrones con φ> 1017 neutrones/(m²·s).
El aumento de la potencia del reactor, y el aumento del flujo de neutrones, producen un aumento en la producción de 135I y el consumo de 135Xe. En primer lugar, disminuye la concentración de xenón, a continuación, aumenta lentamente de nuevo hasta un nuevo nivel de equilibrio por lo que ahora el exceso de 135I se desintegra. Durante un aumento típico de la potencia desde el 50 al 100 %, la concentración de 135Xe cae durante 3 horas aproximadamente.
La disminución de la potencia del reactor baja la producción de nuevos átomos de 135I, pero también reduce la velocidad de combustión de 135Xe. Durante un tiempo se acumula 135Xe, según la cantidad disponible de 135I, a continuación, su concentración disminuye nuevamente hasta un equilibrio para el nivel de potencia del reactor. La concentración máxima de 135Xe se produce unas 11,1 horas después de disminuir la potencia, y el equilibrio se alcanza después de 50 horas. Un apagado total del reactor es un caso extremo de disminución de potencia.

## Precauciones en el diseño
Con suficiente autoridad de control de la reactividad disponible, el reactor puede ser reiniciado, pero un apagado transitorio por xenón debe ser cuidadosamente manejado. Cuando las barras de control se extraen y la criticidad se alcanza, el flujo de neutrones aumenta en muchos órdenes de magnitud y el 135Xe comienza a absorber los neutrones y se transmuta a 136Xe. El reactor consume el veneno nuclear. Cuando esto ocurre, aumenta la reactividad, y las barras de control deben ser gradualmente reinsertadas o la potencia del reactor se incrementará. La constante de tiempo de este consumo transitorio depende del diseño del reactor, de la historia del nivel de potencia del reactor durante los días anteriores (por lo tanto de las concentraciones presentes en ese momento de 135I y 135Xe), y de la nueva configuración de potencia.  Para un aumento típico de potencia desde el 50 % hasta el 100 % de potencia, la concentración de 135Xe cae en 3 horas aproximadamente.
Los reactores de grandes dimensiones físicas, por ejemplo, el tipo RBMK, pueden desarrollar faltas de uniformidad significativas de la concentración de xenón a través del núcleo. El control de tales centrales, no uniformemente envenenadas, especialmente a baja potencia, es un problema difícil. El desastroso accidente de Chernobyl fue el resultado de un intento de gestionar el reactor a partir de un estado envenenado de manera no uniforme.
El efecto del pozo de yodo o envenenamiento por xenón ha de ser tenido en cuenta para el diseño de reactores. Los valores altos de densidad de potencia, que dan lugar a altas tasas de producción de productos de fisión y por lo tanto a mayores concentraciones de yodo, requieren una mayor cantidad de combustible nuclear utilizado y un enriquecimiento del mismo para compensar. Sin esta reserva de reactividad, una parada del reactor impide su reinicio durante varias decenas de horas hasta que 135I/135Xe se desintegra en bastante grado, sobre todo poco antes de la sustitución del combustible gastado (con un alto grado de quemado y venenos nucleares acumulados) por combustible nuevo. 
Los reactores de combustible líquido no puede desarrollar faltas de homogeneidad del xenón porque el combustible se puede mezclar libremente. Además, el experimento del reactor de sal fundida demostró que la aspersión del combustible líquido en forma de gotas a través de un espacio gaseoso durante la recirculación puede permitir al xenón y al criptón abandonar las sales del combustible. Sin embargo, proteger al xenón-135 de la exposición a los neutrones también significa que el reactor producirá más cesio-135, un producto de fisión de larga vida.